# Општина Тиват
Општина Тиват се налази на западу Црне Горе. Седиште општине је градско насеље Тиват. Према резултатима пописа из 2023. године имала је 16.338 становника.

## Насељена места
У општини се налазе 42 насељена места. Измењен је број насеља у општини у односу на стари Закон о територијалној организацији: насељена места Красићи и Лепетани су променила званична имена у Крашићи и Лепетане; насеље Богишићи је укинуто и од његовог подручја и од делова других насеља су формирана нова насељена места: Бјелила, Бонићи, Брдишта, Горње Сељаново, Горњи Богишићи, Горњи Калимањ, Горњи Крашићи, Градиошница, Доње Сељаново, Доњи Богишићи, Доњи Калимањ, Доњи Крашићи, Думидран Вријес, Жупа, Кава, Какрц, Калимањ, Калуђеровина, Костићи, Кукуљина, Мажина, Марићи, Ново Насеље, Никовићи, Обала Ђурашевића, Опатово, Подкук, Сељаново, Триповићи, Цацово и Чешљар.

## Становништво
Према попису из 2011. године општина има 14.031 становника.

### Национални састав становништва општине по попису 2023. године
| Национални састав (са уделом преко 1%)‍ | Национални састав (са уделом преко 1%)‍ | Национални састав (са уделом преко 1%)‍ | Национални састав (са уделом преко 1%)‍ | Национални састав (са уделом преко 1%)‍ |
| -------------------------------------- | -------------------------------------- | -------------------------------------- | -------------------------------------- | -------------------------------------- |
|                                        |                                        |                                        |                                        |                                        |
| Срби                                   | Срби                                   |                                        | 5.631                                  | 34,47%                                 |
| Црногорци                              | Црногорци                              |                                        | 5.354                                  | 32,77%                                 |
| Хрвати                                 | Хрвати                                 |                                        | 1.963                                  | 12,01%                                 |
| Руси                                   | Руси                                   |                                        | 880                                    | 5,39%                                  |
| остали                                 | остали                                 |                                        | 1.805                                  | 11,05%                                 |
| неизјашњени                            | неизјашњени                            |                                        | 706                                    | 4,31%                                  |

### Национални састав становништва општине по попису 2011. године
| Национални састав (са уделом преко 1%)‍ | Национални састав (са уделом преко 1%)‍ | Национални састав (са уделом преко 1%)‍ | Национални састав (са уделом преко 1%)‍ | Национални састав (са уделом преко 1%)‍ |
| -------------------------------------- | -------------------------------------- | -------------------------------------- | -------------------------------------- | -------------------------------------- |
|                                        |                                        |                                        |                                        |                                        |
| Црногорци                              | Црногорци                              |                                        | 4.666                                  | 33,25%                                 |
| Срби                                   | Срби                                   |                                        | 4.435                                  | 31,61%                                 |
| Хрвати                                 | Хрвати                                 |                                        | 2.304                                  | 16,42%                                 |
| остали                                 | остали                                 |                                        | 1.351                                  | 9,63%                                  |
| неизјашњени                            | неизјашњени                            |                                        | 1.275                                  | 9,09%                                  |

### Верски састав становништва општине по попису 2023. године
| Верски састав (са уделом преко 1%)‍ | Верски састав (са уделом преко 1%)‍ | Верски састав (са уделом преко 1%)‍ | Верски састав (са уделом преко 1%)‍ | Верски састав (са уделом преко 1%)‍ |
| ---------------------------------- | ---------------------------------- | ---------------------------------- | ---------------------------------- | ---------------------------------- |
|                                    |                                    |                                    |                                    |                                    |
| Православци                        | Православци                        |                                    | 11.135                             | 68,15%                             |
| Католици                           | Католици                           |                                    | 2.694                              | 16,49%                             |
| Муслимани                          | Муслимани                          |                                    | 983                                | 6,02%                              |
| атеисти и агностици                | атеисти и агностици                |                                    | 654                                | 4,00%                              |
| остали                             | остали                             |                                    | 278                                | 1,70%                              |
| неизјашњени                        | неизјашњени                        |                                    | 594                                | 3,64%                              |

### Верски састав становништва општине по попису 2011. године
| Верски састав (са уделом преко 1%)‍ | Верски састав (са уделом преко 1%)‍ | Верски састав (са уделом преко 1%)‍ | Верски састав (са уделом преко 1%)‍ | Верски састав (са уделом преко 1%)‍ |
| ---------------------------------- | ---------------------------------- | ---------------------------------- | ---------------------------------- | ---------------------------------- |
|                                    |                                    |                                    |                                    |                                    |
| Православци                        | Православци                        |                                    | 9.057                              | 64,55%                             |
| Католици                           | Католици                           |                                    | 2.870                              | 20,45%                             |
| Муслимани                          | Муслимани                          |                                    | 716                                | 5,10%                              |
| атеисти и агностици                | атеисти и агностици                |                                    | 258                                | 1,84%                              |
| остали                             | остали                             |                                    | 255                                | 1,82%                              |
| неизјашњени                        | неизјашњени                        |                                    | 875                                | 6,24%                              |

### Језички састав становништва општине по попису 2023. године
| Језички састав (са уделом преко 1%)‍ | Језички састав (са уделом преко 1%)‍ | Језички састав (са уделом преко 1%)‍ | Језички састав (са уделом преко 1%)‍ | Језички састав (са уделом преко 1%)‍ |
| ----------------------------------- | ----------------------------------- | ----------------------------------- | ----------------------------------- | ----------------------------------- |
|                                     |                                     |                                     |                                     |                                     |
| Српски језик                        | Српски језик                        |                                     | 6.625                               | 40,55%                              |
| Црногорски језик                    | Црногорски језик                    |                                     | 5.234                               | 32,04%                              |
| Руски језик                         | Руски језик                         |                                     | 1.000                               | 6,12%                               |
| Хрватски језик                      | Хрватски језик                      |                                     | 830                                 | 5,08%                               |
| Албански језик                      | Албански језик                      |                                     | 356                                 | 2,18%                               |
| остали                              | остали                              |                                     | 1.933                               | 11,83%                              |
| неизјашњени                         | неизјашњени                         |                                     | 360                                 | 2,20%                               |

### Језички састав становништва општине по попису 2011. године
| Језички састав (са уделом преко 1%)‍ | Језички састав (са уделом преко 1%)‍ | Језички састав (са уделом преко 1%)‍ | Језички састав (са уделом преко 1%)‍ | Језички састав (са уделом преко 1%)‍ |
| ----------------------------------- | ----------------------------------- | ----------------------------------- | ----------------------------------- | ----------------------------------- |
|                                     |                                     |                                     |                                     |                                     |
| Српски језик                        | Српски језик                        |                                     | 5.493                               | 39,15%                              |
| Црногорски језик                    | Црногорски језик                    |                                     | 4.319                               | 30,78%                              |
| Хрватски језик                      | Хрватски језик                      |                                     | 1.167                               | 8,32%                               |
| Албански језик                      | Албански језик                      |                                     | 401                                 | 2,86%                               |
| остали                              | остали                              |                                     | 1.550                               | 11,05%                              |
| неизјашњени                         | неизјашњени                         |                                     | 1.101                               | 7,85%                               |

## Галерија
- Етнички састав општине Тиват 1961. године
- Етнички састав општине Тиват 1971. године
- Етнички састав општине Тиват 1981. године
- Етнички састав општине Тиват 1991. године
- Етнички састав општине Тиват 2003. године